# Janusz Czetwertyński
Janusz Józef Światopełk Czetwertyński (ur. 16 maja 1805 we wsi Płoska na Wołyniu, wg. innej wersji w Ostrogu, zm. 29 listopada 1837 w Tarbes) - oficer artylerii w Królestwie Kongresowym, uczestnik Sprzysiężenia Wysockiego i Nocy Listopadowej, weteran powstania listopadowego

## Życiorys
Jego rodzicami byli Marcin Czetwertyński i Małgorzata Ledóchowska. Był absolwentem Liceum Krzemienieckiego. Karierę wojskową rozpoczął 5 grudnia 1821 w baterii artylerii konnej gwardii. 4 kwietnia 1822 został skierowany przez władze wojskowe do Zimowej Szkoły Artylerii. 2 lipca 1826 został podporucznikiem. Otrzymał przydział do 2 baterii artylerii lekkokonnej. W 1830 znów znalazł się w baterii artylerii konnej gwardii. 
Po wybuchu powstania początkowo walczył w 2 baterii lekkiej artylerii konnej. 26 stycznia 1831 trafił do sztabu Naczelnego Wodza. Brał udział w wyprawie generała Chłapowskiego na Litwę jako dowódca baterii artylerii konnej. 15 lipca 1831 przekroczył granicę z Prusami. Powstanie zakończył w stopniu kapitana (stopień uzyskany 13 czerwca 1831 z rąk generała Giełguda). 
Był poszukiwany przez Rosjan. W związku z tym został aresztowany na terenie Prus. Osadzony został w więzieniu w Ragnicy, gdzie nabawił się puchliny wodnej. Po opuszczeniu niewoli udał się na emigrację. W grudniu 1832 dotarł do Francji. Początkowo zamieszkał w Paryżu. W 1833 został przyjęty do Szkoły Sztabu. W tym samym czasie stał się członkiem Towarzystwa Historyczno-Literackiego. Organizował kursy wojskowe dla emigrantów, gdzie wykładał na nich naukę artylerii. Zły stan zdrowia był przyczyną jego przeprowadzki do Tarbes. Tam umarł. 
19 lutego 1832 Najwyższy Sąd Kryminalny skazał go zaocznie na karę śmierci przez powieszenie. Car zmienił ten wyrok na wieczną banicję (16 września 1834). Jego majątek władza skonfiskowała. 

## Odznaczenia
- 3 marca 1831 - krzyż złoty nr 5